# Углы (Браславский район)
Углы (бел. Вуглы) — деревня в Браславском районе Витебской области Беларуси. Входит в состав Тетерковского сельсовета.

## География
Деревня находится в западной части Витебской области, к западу от озера Густаты (Густата), при автодороге Н-2165, на расстоянии приблизительно 18 километров (по прямой) к юго-востоку от города Браслав, административного центра района. Абсолютная высота — 144 метра над уровнем моря. Площадь населённого пункта — 0,1031 км².

## История
В 1921 году входила в состав гмины Йоды Дисенского повета Виленского воеводства Второй Польской республики. Числилось 44 жителя (23 мужчины и 21 женщина), проживавших в 6 домах. В этническом составе населения того периода поляки составляли 97,7 %, белорусы — 2,3 %. В конфессиональном составе населения преобладали католики (84,1 %), также были представлены старообрядцы (15,9 %).
До 16 сентября 1960 года деревня входила в состав Иодского сельсовета Шарковщинского района.

## Население
По данным переписи 2019 года, в деревне проживало 3 человека.
| Год  | Население, человек |
| ---- | ------------------ |
| 1921 | 44                 |
| 2009 | ↘ 8                |
| 2019 | ↘ 3                |